# Класифікація кліматів Треварти

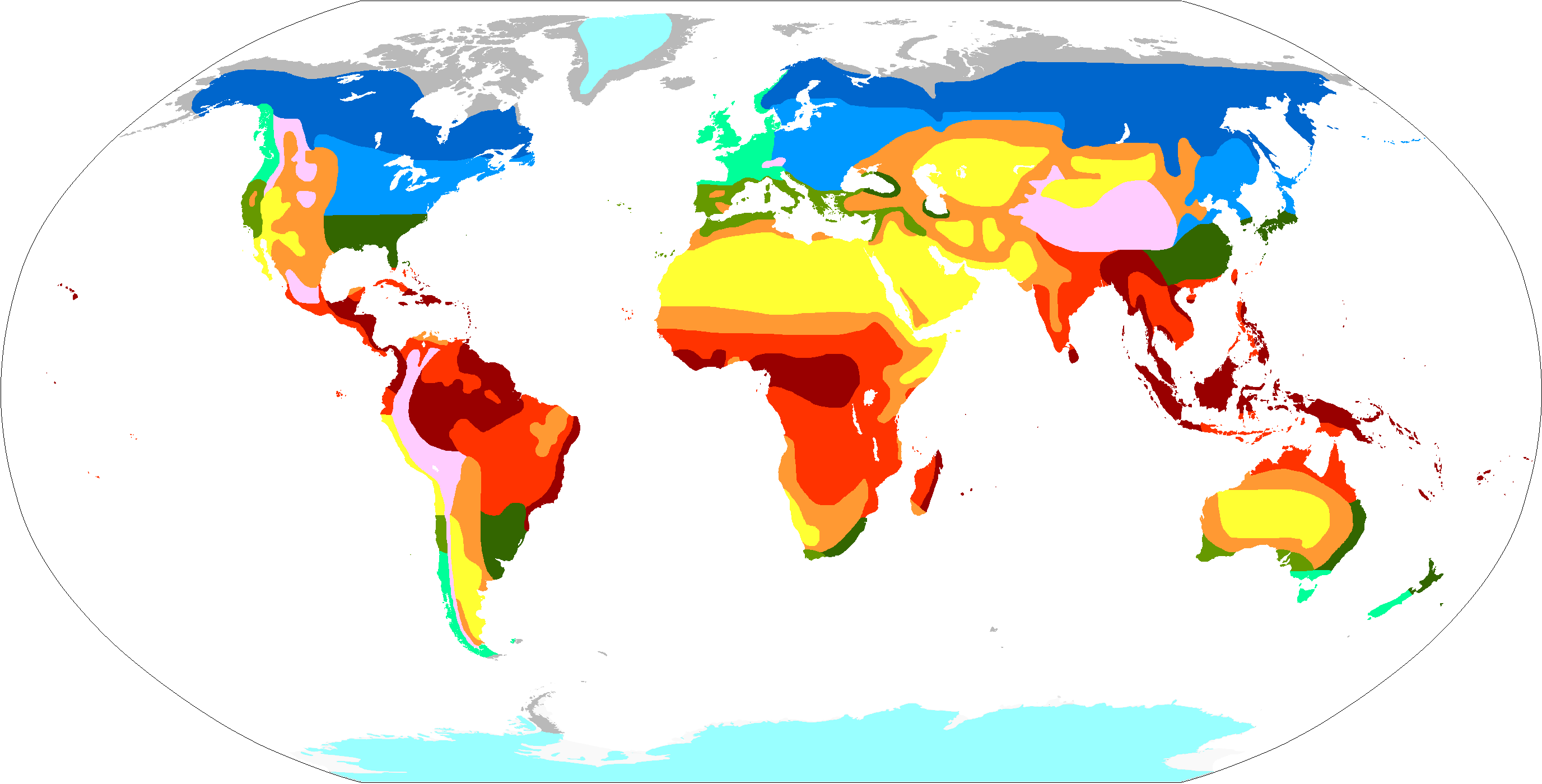

Класифікація кліматів Треварти, або Класифікація кліматів Кеппена — Треварти — уточнена система класифікації типів клімату, заснована на кеппенівській. Запропонована 1968 року професором Вісконсинського університету Гленном Т. Тревартою (1896—1984), аби подолати розбіжності та нестикування у схемі Кеппена — Гейгера, головним чином — задля коригування меж сухих та вологих кліматичних зон.

## Типи клімату за Тревартою
Основні визначення:
- «сухим» у тропічному кліматі вважається місяць, який у середньому отримує менш ніж 60 мм опадів
- сезон «високого сонця» (тепла пора року): квітень — вересень для Північної півкулі та жовтень — березень для Південної
- сезон «низького сонця» (холодна пора року): жовтень — березень для Північної півкулі та квітень — вересень для Південної

Керуючись цими визначеннями Треварта виділяє шість основних груп кліматичних зон:
1. A — тропічна — усі місяці року мають середню температуру, що дорівнює або перевищує 18 °C
підтипи:
Ar — не більше двох «сухих» місяців протягом року
Aw — сухий сезон «низького сонця»
As — сухий сезон «високого сонця»
Am — мусонний клімат за Кеппеном (відсутній у початковій редакції Треварти) — три «сухих» місяці протягом року;
2. C — субтропічна — принаймні 8 місяців на рік мають середню температуру, що дорівнює або перевищує 10 °C
підтипи:
Cs — середземноморський клімат за Кеппеном — сухий сезон «високого сонця», але не більше 890 мм опадів на рік
Cw — мусонний субтропічний клімат за Кеппеном — сухий сезон «низького сонця», кількість опадів за сезон «низького сонця» удесятеро менша решти року
Cf — вологий субтропічний клімат за Кеппеном — різниця опадів між найменш і найбільш вологими місяцями не перевищує 30 мм;
3. D — помірна — 4-7 місяців на рік мають середню температуру, що дорівнює або перевищує 10 °C
підтипи:
Do — морський клімат за Кеппеном — найхолодніший місяць року має середню температуру, що дорівнює або перевищує 0 °C
Dc  — найхолодніший місяць року має від'ємну середню температуру;
4. E — бореальна — 1-3 місяці на рік мають середню температуру, що дорівнює або перевищує 10 °C
підтипи:
Eo — субарктичний морський клімат за Кеппеном — найхолодніший місяць року має середню температуру, що дорівнює або перевищує -10 °C
Ec  — принаймні один місяць на рік має середню температуру у проміжку від 0 °C до 10 °C;
5. F — полярна — усі місяці року мають середню температуру, що не перевищує 10 °C
підтипи:
Ft — клімат тундри за Кеппеном — принаймні один місяць на рік має середню температуру, що дорівнює або перевищує 0 °C
Fi  — усі місяці року мають  від'ємну середню температуру;
а також
6. B — суха — приналежність вираховується за формулою R = 10 ˣ (T − 10) + 3 ˣ P, де
T — середня річна температура місцевості, °C
P — частка опадів за сезон «високого сонця» у загальній кількості опадів за рік
підтипи:
BS — степи і напівпустелі — середня кількість опадів у проміжку від R до 2 ˣ R
BW — пустелі — середня кількість опадів менша від R
У разі, якщо середня кількість опадів перевищує 2 ˣ R, ця кліматична область не належить до сухої групи і відноситься до якоїсь із вище перелічених груп.

Крім зазначених груп до класифікації також включають гірську H — аналог альпійського клімату за Кеппеном: якщо на кожні 1000 метрів над рівнем моря додати 5,6 °C і отримана середня температура відрізнятиметься від початкової настільки, що змінить приналежність до кліматичної групи — це якраз приклад гірського клімату.